# Plagiorhynchus bullocki
Plagiorhynchus bullocki är en hakmaskart som beskrevs av Schmidt och Kuntz 1966. Plagiorhynchus bullocki ingår i släktet Plagiorhynchus och familjen Plagiorhynchidae. Inga underarter finns listade i Catalogue of Life.